# Amden

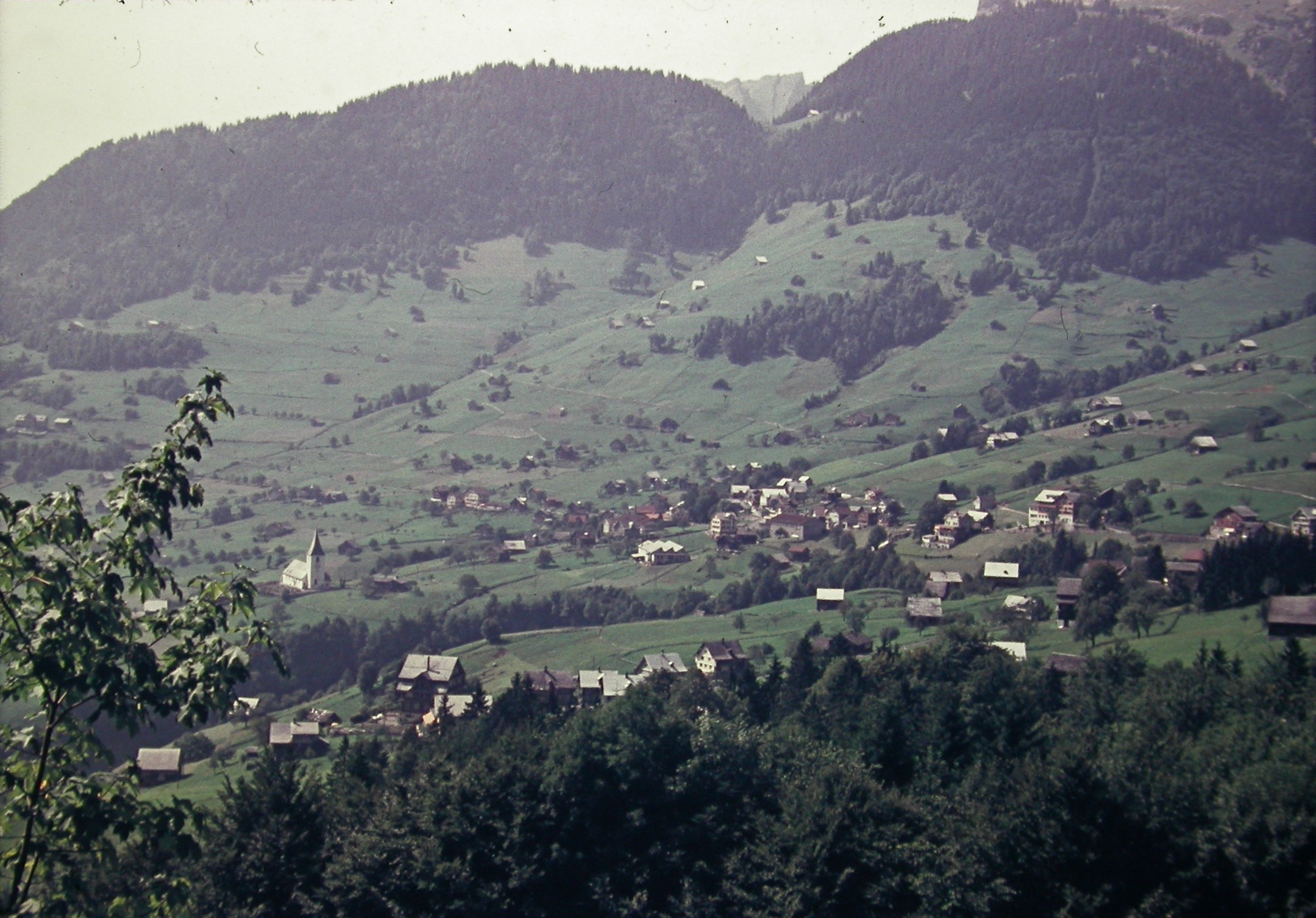
Blick auf Amden im 1956

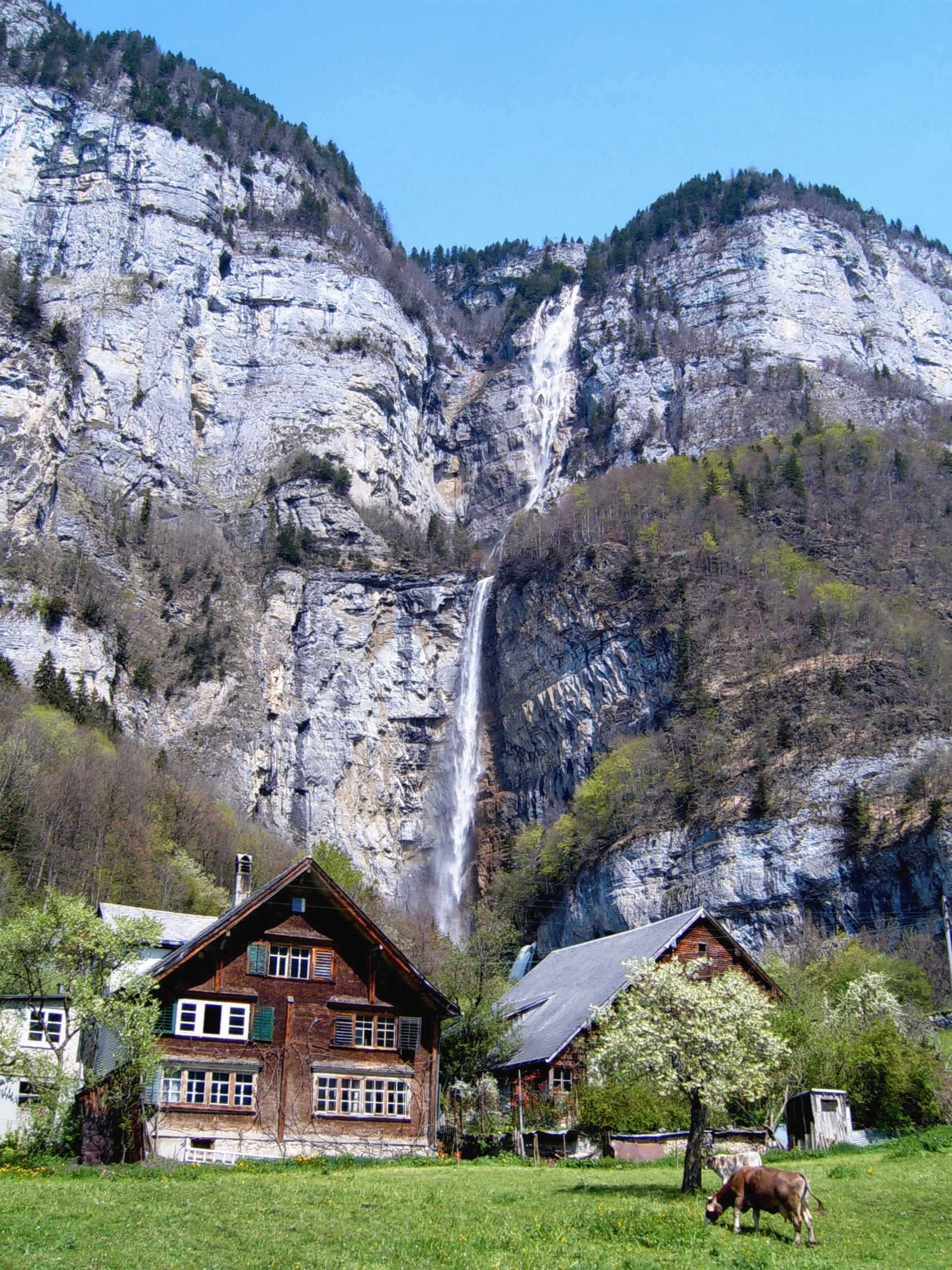
Seerenbachfall

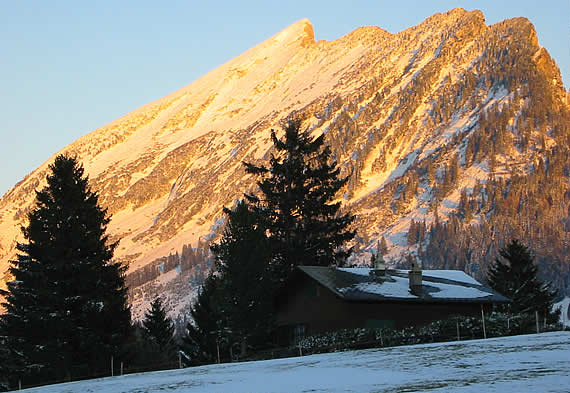
Leistchamm

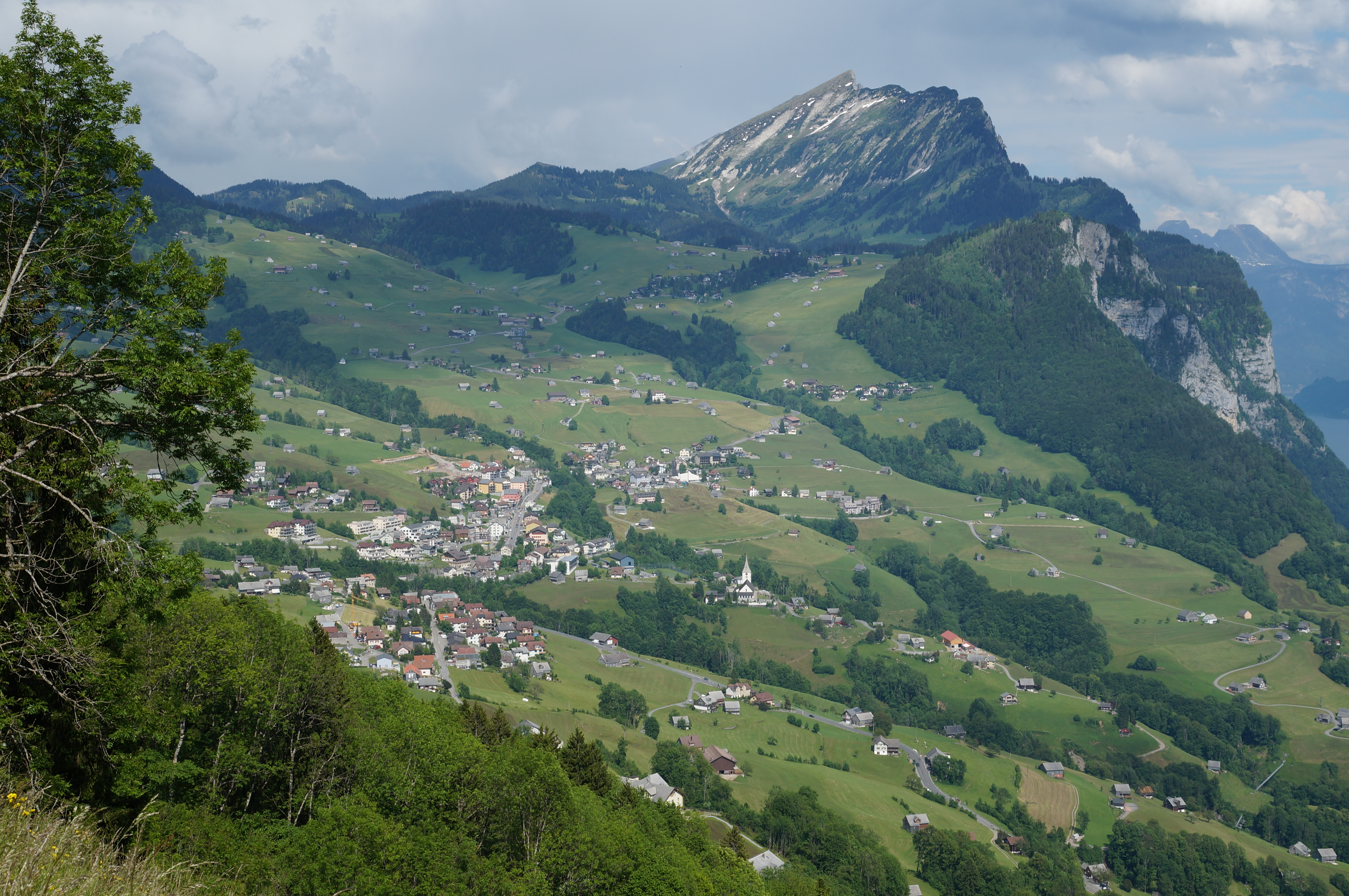
Amden gegen den Leistchamm

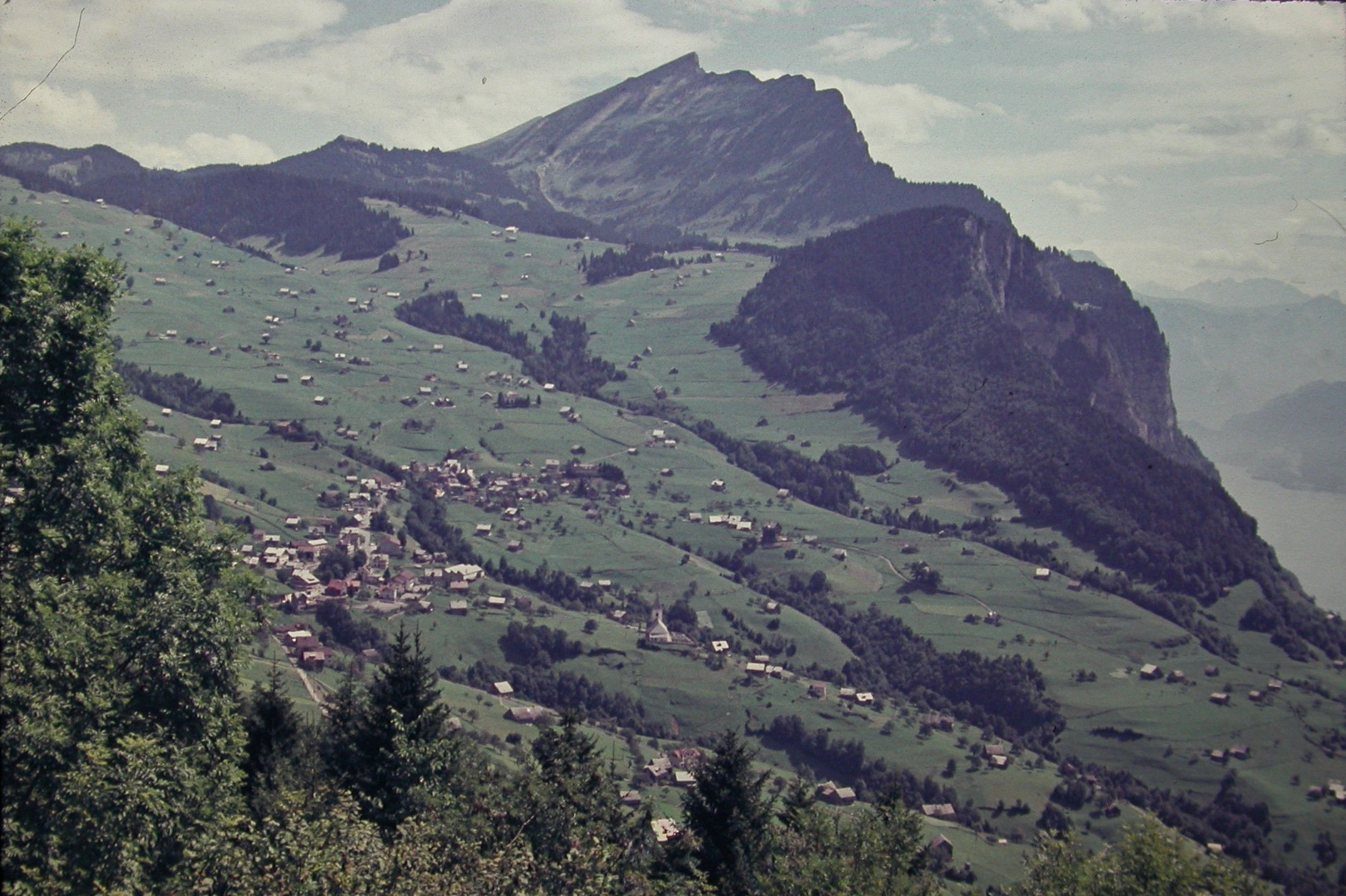
Amden gegen den Leistchamm 1956

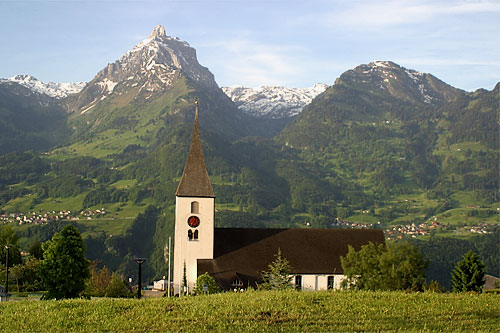
Kath. Kirche St. Gallus in Amden

Amden (in einheimischer höchstalemannischer Mundart bodenständig Amme [ˈɑ̝mːə], jünger nach der Schrift auch Amde [ˈɑ̝mdə]) ist ein Dorf und eine politische Gemeinde im Schweizer Kanton St. Gallen.

## Geographie
Mit einer Fläche von 43 km² ist Amden eine der grösseren Gemeinden des Kantons. 12,09 km² sind Wald. Der höchste Punkt Amdens liegt auf 2101 m ü. M. auf dem Leistchamm, der tiefste Punkt auf 421 m beim Walensee.
Die Gemeinde Amden besteht aus vier Teilen: Dorf (900 m ü. M.), Arvenbüel (gesprochen mit -/f/-, 1250 m ü. M.), sowie am Ufer des Walensees Fli oder Fly (430 m ü. M.) und Betlis (430 m ü. M.) mit den Teilen Ober- und Unterbetlis.

## Bevölkerung
Die Einwohnerzahl in den vier Teilen betrug 2008 insgesamt 1612, davon im Dorf und Arvenbüel 1314, im Fli 270 und in Betlis 28. Davon waren 659 Ortsbürger, 1035 katholisch und 313 evangelisch. Die Bewohner von Amden werden Ammler genannt.

## Wirtschaft und Infrastruktur
Arbeitsplätze gibt es in den Bereichen der Landwirtschaft, des Gast- und Baugewerbes und in verschiedenen Bereichen der Dienstleistung.

### Verkehr
1882 wurde die Strasse nach Weesen eröffnet. Zehn Jahre später verkehrte zweimal pro Tag eine Postkutsche, bis 1918 die Ortsgemeinde den Transportbetrieb übernahm. Sie kaufte zwei alte Armeelastwagen und baute diese zu siebzehnplätzigen Autobussen um. Der Autobetrieb Weesen–Amden  war gegründet. Das Unternehmen, das massgeblich zur Entwicklung des Ferienortes beitrug, brachte Arbeit und Verdienst in die Gemeinde. 1950 wurde der Garagen- und Werkstattbau erstellt. Heute verfügt der Betrieb über 14 Fahrzeuge, nebst dem Kursbetrieb (etwa 200'000 Fahrgäste pro Jahr) organisiert er Ausflugsfahrten, unterhält einen Lastwagen- und Taxibetrieb und besorgt im Winter die Schneeräumung.

## Geschichte

Historisches Luftbild aus 500 m von Walter Mittelholzer von 1923

### Ortsname
Die frühesten Nennungen des Ortsnamens stammen von 1178 und 1230 und lauten in Andimo monte ‚auf dem Berg Amden‘ (Lokativ Singular) beziehungsweise Andimin, um 1300 ist Andmen und in der Folgezeit Andmon, Andemon belegt. Hieraus entwickelte Varianten sind 1436 Ambden, 1543 Amma (vergleiche die heutige Mundartlautung Amme) und 1784 Ammon; das moderne Amden erscheint erstmals 1807. Die Herkunft des Ortsnamens ist unklar. Lediglich eine These ist die Erklärung als Präfix and-, ande-, ando- + Appellativ dunum und damit eine ursprüngliche Bedeutung ‘bei der grossen Festung’.

### Ur- und Frühgeschichte
Vor 50’000 Jahren liessen sich im Churfirstengebiet, wohl nur vorübergehend, die ersten Bewohner nieder. Unter anderem besiedelten sie das Wildenmannlisloch im oberen Toggenburg. Unklar ist jedoch die Besiedlung Amdens durch die Räter in der Zeit vor Christi Geburt. Bekannt ist nur, dass sie die Region vom Walensee hinaus bis ins Glarnerland besiedelten.

### 1. Jahrhundert v. Chr. bis 5. Jahrhundert
Eine Besiedlung in Amden durch die Rätoromanen kann nicht mit Sicherheit nachgewiesen werden, es gibt nur Hinweise. So lassen sich Flurnamen von rätoromanischen Wörtern ableiten, so zum Beispiel: Furggeln (furca, die Gabel), Tschingel (cingulum, vorspringendes Felsband) oder Gulmen (cuolm, der Berg).
Ein Beweis für eine römische Besiedlung findet sich in der Burgruine Strahlegg in Betlis, die im 1. Jahrhundert v. Chr. zu militärischen Zwecken erstellt wurde.

### 6. bis 12. Jahrhundert
Nach dem Zerfall des römischen Reiches wechselten die Herren in rascher Folge. Nach den Ostgoten, Franken und Schwaben gelangten Amden und das Walenseegebiet an die Lenzburger und die Grafschaft Kyburg. Auch das Kloster Schänis erwarb grosse Flächen. Amden ist erstmals in einer Bulle von 1178, die in einer späteren Abschrift erhalten ist, erwähnt, worin der Papst die Besitzungen des Klosters in Andimo monte bestätigt.

### 13. bis 18. Jahrhundert
Als die Toggenburger in den Besitz des Landes am Walensee kamen, entbrannte zwischen den Zürchern, den Schwyzern und Glarnern ein Streit. Zürich hätte das wichtige Durchgangsgebiet gerne für sich beansprucht, wobei Glarus und Schwyz die Rechte auf ihrer Seite sahen.
1438 wurde der ganze Bezirk Gaster für 3000 Gulden an Glarus und Schwyz verpfändet. Das Pfand wurde nie eingelöst, und so blieb Amden bis 1798 Untertanengebiet der Eidgenossen.

### 1798–1936
Die Französische Revolution bedeutete die Entlassung aus dem Untertanenverhältnis. Amden wurde zuerst dem Kanton Linth zugeteilt, dann dem Kanton Glarus und 1815 endgültig dem Kanton St. Gallen.
1817 führte eine grosse Hungersnot in Amden zu einer starken Abnahme der Einwohnerzahl, weil viele Menschen auswanderten. 1829 brannte die Siedlung Hofstetten nieder, und 1874 zerstörte ein weiterer Brand das Dorf Unterbach. 1908 wurde die Webereifabrik im Sittli gebaut. Durch die ab Mitte des 19. Jahrhunderts aufkommende Seidenweberei erhielten gegen 300 Frauen Arbeit.
1924 liess der Zürcher Weinhändler Friedrich Gentner-Aichroth das Kurhaus Villa des Alpes eröffnen, das jedoch 1936 in den Konkurs ging.

### Religiöse Kolonie
1903/04 begann Josua Klein, der sich bereits davor insbesondere in Berlin als Prediger einen Namen gemacht hatte, auf dem Gebiet der Gemeinde Amden eine religiöse Kolonie aufzubauen. In der Folge kaufte Klein für sein Siedlungsprojekt den unterhalb des Dorfes Amden gelegenen Hof Grappen, zahlreiche Wohn- und Wirtschaftsgebäude sowie Wiesen, Acker und Wald. Zudem erwarb er in Weesen die Villa Seewarte. Für den Aufbau der Siedlung soll Klein 500'000 Franken von einem Baron Hofmann erhalten haben. Im Zusammenhang mit dem Aufbau der Kolonie berief Klein den Künstler Fidus, verschiedene Bauten zu erstellen. 1904 reichte Klein zudem das Gesuch für die Erteilung einer Konzession für den Betrieb einer elektrischen Bahn von Weesen auf den Speer ein. Nachdem sich die finanzielle Situation der Kolonie verschlechtert hatte, musste Klein 1905 einen Grossteil seines Amdener Besitzes verkaufen.

### Bergsturz von Amden
Seit 1972 wurde im Gebiet Schwarzberg-Schafbett eine Kippbewegung des Schrattenkalks beobachtet, der obersten Felsmasse. Sie wurde auf ½ Mio. Kubikmeter geschätzt und drohte über die Strasse Weesen–Amden in den Walensee abzustürzen. Die anfängliche Rutschgeschwindigkeit von 5 cm pro Monat steigerte sich zusehends. Aufgebauschte Zeitungsberichte verbreiteten den Eindruck, das Dorf selbst sei in Gefahr. Der Passantenverkehr ging auf ein Minimum zurück; Hotels, Pensionen und das Liftunternehmen mussten finanzielle Einbussen in Kauf nehmen.
Im Herbst 1973 wurde unter Mithilfe des Militärs (Sap Kp II/8 und Sap Kp I/35) innert kürzester Zeit eine Notstrasse ins Toggenburg gebaut. Dafür verwendet wurde ein bereits ausgearbeitetes Strassenprojekt Amden–Nesslau aus dem Jahr 1906, dessen Ausführung 710'000 Franken gekostet hätte und deshalb nicht ausgeführt wurde. Die Notstrasse konnte allerdings im folgenden Winter wegen Lawinengefahr nicht benutzt werden. Da sich der Schwarzberg bedrohlich neigte, begann man die lockeren Felsmassen rund um die Uhr zu beobachten und nachts mit Scheinwerfern zu beleuchten.
Mitte Januar 1974 wurde die Strasse gesperrt. Helikopter der Armee, der Rega und der Heliswiss übernahmen die Versorgung der Gemeinde. An Nebeltagen, wenn der Flugbetrieb eingestellt werden musste, war es in Amden wie ausgestorben. In der Nacht auf den 21. Januar 1974 löste sich ein grosser Teil der Felsmasse (etwa 50'000 m³) und stürzte in den Steinbruch. Die Strasse wurde nur leicht beschädigt. Tage später wurden die noch absturzgefährdeten Partien abgesprengt (40'000 m³). Mitte Februar wurde die Strasse für den Verkehr wieder freigegeben. 1981 wurden die Steinschlaggalerien zur Sicherung der Strasse Weesen–Amden gebaut.

## Sehenswürdigkeiten und Tourismus

### Baudenkmäler
Die Burgruine Strahlegg steht am Ufer des Walensees in Hinterbetlis. Es sind die Ruinen eines römischen Wachturms, der im Mittelalter zu einer Burg umgebaut wurde. Das Bauwerk steht unter eidgenössischem Denkmalschutz.
Die Gemeinde besitzt drei Kirchen. Die katholische Pfarrkirche St. Gallus lässt sich bis ins 13. Jahrhundert zurückverfolgen, wurde aber im 20. Jahrhundert umgebaut. Die katholische St. Anna-Kapelle und die evangelische Bergkirche wurden in den 1970er-Jahren neu erbaut.

### Tourismus
Amden bietet neben einem Ortsmuseum eine Natureisbahn, ein Skigebiet, Wanderwege, Tennisplätze, Gelegenheiten für Canyoning und Klettern sowie Wassersport im Hallenbad und am Walensee.
Die bekanntesten Berge auf dem Gebiet der Gemeinde Amden sind Leistchamm, Flügenspitz, Gulmen, Mattstock, Speer, Chapf und Durschlegi. Unterhalb des Dorfes Amden liegt zudem der Seerenbachfall, bestehend aus drei Wasserfällen mit einer Gesamthöhe von 585 m, der höchste Wasserfall der Schweiz. Gleich an dessen Fuss liegt die Rinquelle, eine Flussquelle aus einem unterirdischen Höhlensystem. Auf dem Gemeindegebiet liegen zudem verschiedene Hochmoorgebiete.
Durch Arvenbüel verläuft der 87 Kilometer lange Toggenburger Höhenweg, der in fünf Etappen von Wildhaus über Atzmännig und Mühlrüti nach Wil führt.

## Persönlichkeiten
- Leonhard Gmür (1808–1877), Publizist, Kaufmann, Wissenschaftler, Jurist und Politiker
- Theodor Gmür (1859–1929), Musiker, Komponist und Professor für Harmonik, Kontrapunkt und Blattspiel
- Albert Pfister (1884–1978), Maler, wohnhaft 1910, 1912–1913
- Otto Meyer-Amden (1885–1933), Maler und Zeichner, wohnhaft im Haus Faren von 1912–1928
- Hermann Huber (1888–1967), Maler und Grafiker, im Haus Faren von 1912–1913
- Doris Stauffer (1934–2017), Künstlerin und Feministin
- Michael von der Heide (* 1971), Sänger